# Пархоменко, Феофан Агапович
Феофан Агапович Пархоменко (24 декабря 1893 года, с. Екатериновка, Медвеженский уезд, Ставропольская губерния — 7 июня 1962 года, Саратов) — советский военный деятель, генерал-лейтенант (19 апреля 1945 года).

## Начальная биография
Феофан Агапович Пархоменко родился 24 декабря 1893 года в селе Екатериновка ныне Сальского района Ростовской области в семье крестьянина.

## Военная служба

### Первая мировая и гражданская войны
В сентябре 1914 года призван в ряды Русской императорской армии и направлен в 13-й Туркестанский стрелковый полк в составе 4-й Туркестанской дивизии, после чего принимал участие в боевых действиях на Кавказский фронт. В 1915 году Пархоменко окончил учебную команду в составе того же 13-го Туркестанского стрелкового полка и служил ефрейтором, младшим и старшим унтер-офицером, фельдфебелем. В июне 1916 года окончил школу прапорщиков, после чего продолжил служить в чине подпрапорщика. В декабре 1917 года Ф. А. Пархоменко демобилизован из рядов армии.
В январе 1918 года организовал красногвардейский партизанский отряд самообороны из жителей сёл Екатериновка, Шаблиевка и Манычская, который в июле был влит в состав РККА, а Ф. А. Пархоменко назначен помощником командира 1-й Доно-Ставропольской бригады, ведшей боевые действия в районе Царицына.
С октября 1918 года служил в 21-м Доно-Ставропольском полку (4-я кавалерийская дивизия, 1-я Конная армия) на должностях командира эскадрона, помощника командира и командира полка и принимал участие в боевых действиях на Южном фронте против войск под командованием генерала А. И. Деникина, а также на Юго-Западном фронте в ходе советско-польской войны.

### Межвоенное время
В мае 1921 года направлен на учёбу в Высшую кавалерийскую школу, которая в октябре 1922 года была передислоцирована из Таганрога в Петроград. По окончании школы в сентябре 1924 года Ф. А. Пархоменко вернулся в 4-ю кавалерийскую дивизию, в составе которой назначен на должность командира 19-го Манычского кавалерийского полка, а в декабре 1925 года переведён во 2-ю кавалерийскую дивизию на должность командира 9-го Путиловского кавалерийского полка, дислоцированного в Изяславле. В июле 1926 года уволен в запас, после чего служил начальником милиции Шепетовского округа.
В феврале 1927 года Ф. А. Пархоменко вновь призван в ряды РККА и назначен на должность командира 87-го Забайкальского кавалерийского полка в составе 9-й Дальневосточной отдельной кавалерийской бригады в Спасске, находясь на которой, принимал участие в боевых действиях на КВЖД. В 1929 году окончил кавалерийские курсы усовершенствования командного состава РККА, а в 1930 году — Высшие академические курсы при Военной академии имени М. В. Фрунзе.
В июле 1931 года Феофан Агапович Пархоменко был арестован, уволен из РККА, после чего находился под следствием. Решением Коллегии Верховного суда СССР от 2 июня 1931 года приговорён к трём годам лишения свободы «за невыполнение приказа РВС СССР и округа об особо тщательном хранении оружия», однако в октябре того же года амнистирован и после восстановления в кадрах РККА находился в распоряжении Главного управления кадров РККА с прикомандированием к штабу ОКДВА. В марте 1932 года назначен на должность командира 74-го кавалерийского полка (15-я кавалерийская дивизия), дислоцированного в г. Даурия, а с июля 1936 года служил помощником командира и командиром 22-й кавалерийской дивизии со штабом на ст. Хадабулак.
С 21 октября 1938 года Феофан Агапович Пархоменко находился под следствием как «враг народа» и содержался в следственной тюрьме НКВД, однако из-за недоказанности вины 7 декабря 1939 года освобождён, реабилитирован, в марте 1940 года назначен помощником командира 4-й кавалерийской дивизии, а в марте 1941 года — командиром 210-й моторизованной дивизии (20-й механизированный корпус, Западный Особый военный округ).

### Великая Отечественная война
С началом войны 210-я моторизованная дивизия вела тяжёлые оборонительные боевые действия в районе Минска, с 10 июля участвовала в ходе Смоленского сражения, а с 24 июля участвовала в оборонительных боях на реках Сож, Судость и Десна.
1 сентября назначен на должность командира 60-й кавалерийской дивизии (57-я армия, Северокавказский военный округ), а 16 декабря того же года — на должность командира Отдельного кавалерийского корпуса, который 14 января 1942 года переименован в 1-й кавалерийский корпус. Корпус под командованием генерал-майор Ф. А. Пархоменко вёл оборонительные боевые действия в районе города Изюм и затем участвовал в ходе Барвенково-Лозовской операции и освобождении Барвенково.
С июня исполнял должность заместителя командующего 38-й армией (Юго-Западный фронт), а в июле назначен командиром 5-го кавалерийского корпуса, который вёл оборонительные боевые действия в Донбассе и большой излучине Дона. В период с 14 июля по 7 августа 1942 года генерал-майор Ф. А. Пархоменко был командующим 9-й армией, а затем переведён на должность заместителя командующего 24-й армией, после чего принимал участие в ходе Сталинградской битвы.
В марте 1943 года назначен командиром 18-го кавалерийского корпуса (Дальневосточный фронт), в марте 1944 года — заместителем командира 125-го стрелкового корпуса, а в сентябре — заместителем командующего 70-й армией, после чего принимал участие в ходе Восточно-Прусской, Восточно-Померанской и Берлинской наступательных операций.

### Послевоенная карьера
После окончания войны находился на прежней должности.
С октября 1945 года находился в распоряжении Главного управления кадров НКО и в январе 1946 года назначен на должность заместителя командующего 43-й армией Северной группы войск.
С августа 1946 года находился в распоряжении Управления кадров Сухопутных войск и в феврале 1947 года назначен военным комиссаром Саратовской области.
Генерал-лейтенант Феофан Агапович Пархоменко в июле 1954 года вышел в запас. Умер 7 июня 1962 года в Саратове. Похоронен на Воскресенском кладбище города.

## Семья
- Жена — Ксения Михайловна Пархоменко.

## Воинские звания
- Комбриг (31 марта 1940 года);
- Генерал-майор (7 августа 1941 года);
- Генерал-лейтенант (19 апреля 1945 года).

## Награды
- Два ордена Ленина (21.02.1945, 29.05.1945);
- Пять орденов Красного Знамени (1923[3], 13.02.1930, 1.04.1943[4], 3.11.1944, 24.06.1948);
- Орден Кутузова 2 степени (23.07.1944);
- Орден Красной Звезды (16.08.1936);
- Медали;
- Иностранные награды.

## Память
- Его имя увековечено в Главном Храме Вооружённых сил России, и навсегда запечатлено на мемориале «Дорога Памяти».